# Talbot-Lago T26
La T26 è un'autovettura di lusso prodotta tra il 1947 ed il 1956 dalla casa automobilistica anglo-francese Talbot-Lago.

## Profilo
La T26 fu una delle prime Talbot-Lago del secondo dopoguerra: il suo progetto risale comunque al 1942, in pieno periodo bellico.
La presentazione alla stampa avvenne nel mese di giugno del 1947. La T26 era frutto della neonata collaborazione di Antonio Lago con il designer italiano Carlo Marchetti.
Anche in questa vettura, la carrozzeria veniva ordinata su misura dal cliente, che si affidava all'esperienza di nomi noti nel settore, tra cui Figoni e Falaschi e Saoutchik.
La T26 fu così declinata in svariati tipi di carrozzeria, tutti molto sportivi. Ne furono anche preparati alcuni esemplari con carrozzeria "barchetta" da gara, monoposto e biposto. In questo modo la T26 conobbe anche un'esperienza agonistica, divenendo assai competitiva durante i primi anni del dopoguerra, grazie anche al talento di piloti come Chiron e Rosier.

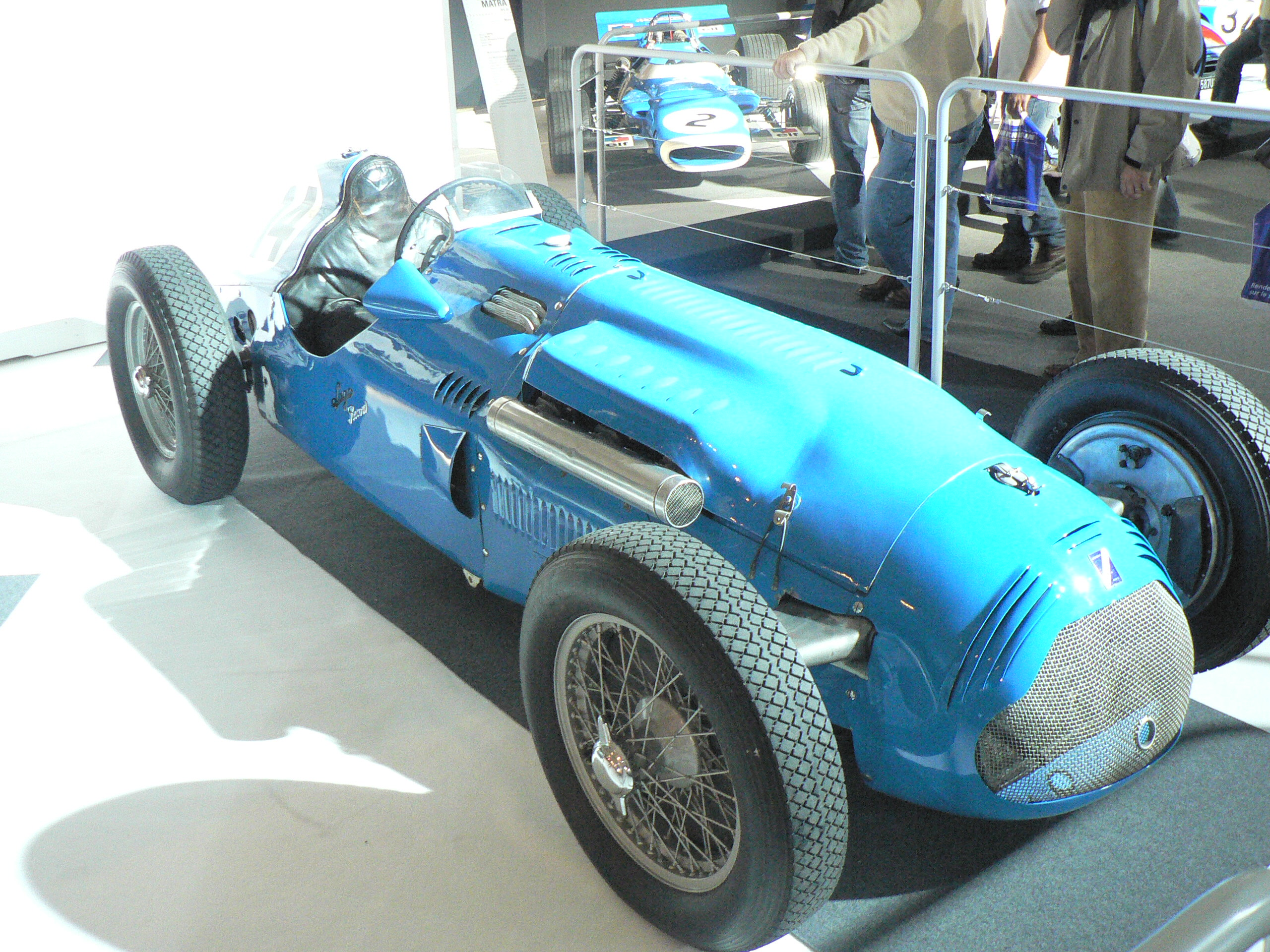
La T26C monoposto da Formula 1

Il "cuore" della T26 era un motore a 6 cilindri, naturale evoluzione dei 6 cilindri utilizzati subito prima dello scoppio della Seconda guerra mondiale. Tale propulsore fu sviluppato congiuntamente da Lago e Marchetti. La cilindrata era di 4482 cm³, mentre l'alimentazione era affidata a tre carburatori, e nelle prime versioni realizzate, la potenza massima raggiungeva i 165 CV. Dal momento che si voleva destinare tale motore anche all'impiego sportivo, tale potenza non era competitiva e questi motori furono destinati alla produzione stradale, montandolo sulle T26 più tranquille. Per renderli più competitivi in ambito agonistico si scelse un doppio asse a camme laterale. I nuovi motori sviluppavano fino a 240 CV e con successivi aggiornamenti riuscirono araggiungere i 260 CV. Fu così che venne approntata la T26C, monoposto da gara, la quale poté fronteggiare Maserati e Ferrari, riuscendo ad aggiudicarsi diversi Gran Premi e a distinguersi anche alla 24 Ore di Le Mans, vincendo nel 1950 con L. Rosier - J.L. Rosier, su una T26 GS.
Il motore da 240 CV sportivo fu anche montato sulla T26 GS (Grand Sport). Vi furono però anche esemplari dotati di un motore di potenza intermedia, sui 200 CV.

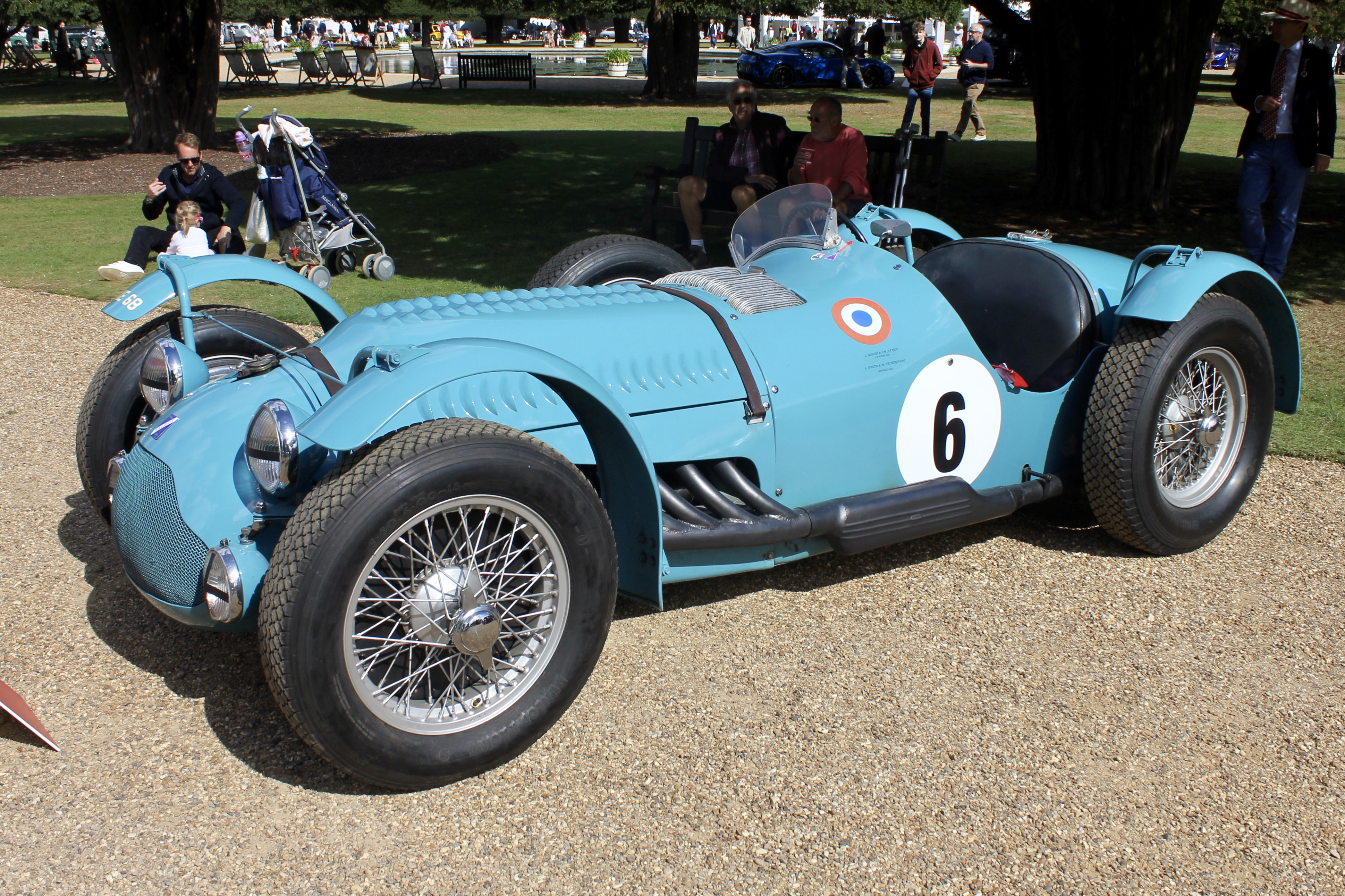
24 Heures du Mans 1950 Talbot Lago T26GS

Le T26 erano a trazione posteriore, con cambio manuale a 4 marce comandato mediante preselettore.
L'impianto frenante utilizzava freni a tamburo.
La velocità massima era tra i 180 ed i 210 km/h a seconda delle versioni e dei motori.
Il prezzo troppo elevato penalizzò le vendite: in 9 anni furono prodotti solo 500 esemplari.